# AdGuard
AdGuard系列產品用於Mozilla Firefox、Google Chrome、Opera、Apple Safari、Yandex Browser、Microsoft Edge等網頁瀏覽器及跨平台內容過濾的廣告攔截和隱私保護軟體、開放原始碼和共享軟體的瀏覽器擴充功能產品，AdGuard允許使用者使用阻止廣告等頁面元素的顯示，藉此保護Microsoft Windows、Mac OS、Linux、Android和iOS等作業系統用戶不受廣告、彈出視窗、影片、文字、横幅、跟蹤、猥褻内容、惡意網站及軟體和網路釣魚的危害。根據報導，2018年有超過500萬人正在使用AdGuard系列產品。
AdGuard軟體有限公司2009年成立於俄羅斯莫斯科，並於2014年搬遷至賽普勒斯。

## 产品
虽然该公司的产品在几家行业出版物上获得了正面的评价，但是谷歌和苹果应用商店在2014-2018年出台的一系列政策，妨碍了用户使用AdGuard的移动应用程序。

## 事件
- Google Play已於 2014 年底停止分發AdGuard for Android。但它仍在更新中，並且可以從開發人員自己的網站下載。
- 由於Apple反對廣告攔截的政策， iOS版AdGuard自 2018 年夏季以來一直沒有更新，儘管它仍然存在於 Apple App Store中。2019年夏季，恢復了對 AdGuard 早期 iOS 版本更新的訪問。
- 2018 年 9 月， AdGuard遭到撞庫攻擊。AdGuard 聲稱他們的服務器沒有受到損害，而是攻擊者使用了被其他站點上的受害者重複使用並從其他站點竊取的憑據對。據公司發言人稱，他們“不知道攻擊者究竟訪問了哪些賬戶”，因此公司“作為預防措施”重置了所有賬戶的密碼。此外，AdGuard 承諾將使用HaveIBeenPwnedAPI 來檢查所有新密碼是否出現在已知的公共數據洩露中。此外，他們實施了更嚴格的密碼安全要求。
- 2020 年 11 月，Microsoft Edge Store被欺詐性插件滲透，該插件類似於AdGuard VPN 插件和少數安全產品。